# Famille Estevez
Pour les articles homonymes, voir Estévez.
La famille Estevez (Sheen) est une famille américaine d'origine espagnole et irlandaise, et dont plusieurs membres doivent leur célébrité au monde du cinéma.

## Membres
```
Francisco 
Estevez
 (1898–1974)
x Mary Ann 
Phelan
 (1903–1951)
│
├──> 
Ramón Gerardo Antonio Estevez (Martin Sheen)
 (né en 1940), acteur
│    x 
Janet Elizabeth Templeton
 (née en 1944)
│    │
│    ├──> 
Emilio Estevez
 (né en 1962), acteur, réalisateur, scénariste et producteur
│    │    x Carey Salley
│    │    ├──> 
Taylor Levi Estevez
 (né en 1984), acteur
│    │    ├──> 
Paloma Rae Estevez
 (née en 1986), actrice
│    │    │
│    │    x 
Paula Abdul
, danseuse, chorégraphe et chanteuse
│    │
│    ├──> 
Ramon Luis Estevez
 (né en 1963), acteur
│    │
│    ├──> 
Carlos Irwin Estevez (Charlie Sheen)
 (née en 1965), acteur
│    │     x Paula Profit
│    │    ├──> 
Cassandra Estevez
 (née en 1985)
│    │    │
│    │    x 
Denise Richards
 (née en 1972), actrice
│    │    ├──> 
Sam Katherine Estevez
 (née en 2004)
│    │    ├──> 
Lola Rose Estevez
 (née en 2005)
│    │    │
│    │    x Brooke Mueller
│    │    └──> 
Bob et Max Estevez
 (nés en 2009)
│    │
│    └──> 
Renée Pilar Estevez
 (née en 1967), actrice
│
└──> 
Joseph Estevez
 (né en 1950), acteur
```